# Bernhard Pickl
Bernhard Pickl (* 3. März 1991 in Scheibbs, Niederösterreich) ist ein österreichischer Sportschütze.

## Werdegang
Bernhard Pickl ist im niederösterreichischen Gaming aufgewachsen. Von Beruf ist er Leistungssportler im Heeressportzentrum des Österreichischen Bundesheeres und sein Trainingsstützpunkt ist das Olympiazentrum in Rif/Salzburg. Seit 2012 ist er Mitglied im Nationalkader des Österreichischen Schützenbundes und gab in der Saison 2013 sein Weltcupdebüt in München. 2019 wurde er von seiner Heimatgemeinde Gaming zum Ehrenbürger ernannt.